# Союз ТМ-22
Союз ТМ-22 — пилотируемый космический аппарат из серии «Союз ТМ».

## Экипаж

### Основной
- Юрий Гидзенко (1-й полёт) — командир
- Сергей Авдеев (2-й полёт) — бортинженер
- Томас Райтер (1-й полёт) — второй бортинженер

### Дублирующий
- Геннадий Манаков
- Павел Виноградов
- Кристер Фуглесанг

## Описание полёта
За время полёта были совершены следующие выходы в открытый космос:
- 20 октября 1995. Авдеев и Райтер, из шлюза модуля «Квант-2», в 11:50 UTC, продолжительностью 5 часов 16 минут, для установки научного оборудования ЕКА на модуле «Спектр» и замены кассет аппаратуры «Комза».
- 8 декабря 1995. Гидзенко и Авдеев, из ПхО базового блока в 19:23 UTC, продолжительностью 29 минут, для перестановки стыковочного конуса с оси +Z на −Z.
- 8 февраля 1996. Гидзенко и Райтер, из шлюза модуля «Квант-2», в 14:03 UTC, продолжительностью 3 час 6 минут, для замены кассет, взятия образцов грузовой стрелы, выноса за борт СПК.

## Динамические операции на орбите во время ЭО-20
- расстыковка Союз ТМ-21 11 сентября 1995 в 06:30:44 ДМВ (03:30:44 GMT) от модуля «Квант-1» (37КЭ)
- Прогресс М-29
  - Старт 8 октября 1995 в 21:50:39.868 ДМВ (18:50:40 GMT) с 1-й площадки космодрома Байконур
  - Стыковка 10 октября 1995 в 23:32:29 ДМВ (20:32:29 GMT) к модулю «Квант-1» (37КЭ)
  - Расстыковка 19 декабря 1995 в 12:15:05 ДМВ (09:15:05 GMT)
  - Включение ТДУ 19 декабря 1995 в 18:26:00 ДМВ (15:26:00 GMT)

- МТКК Атлантис STS-74
  - Старт 12 ноября 1995 12:30:43.071 GMT (15:30:43 ДМВ), стартовый комплекс LC-39A,
  - Космический центр им. Дж. Ф.Кеннеди, США
  - Стыковка 15 ноября 1995 в 06:27:38 GMT (09:27:38 ДМВ) на стыковочный узел модуля «Кристалл»
  - Расстыковка 18 ноября 1995 в 08:15:44 GMT (11:15:44 ДМВ)
  - Посадка 20 ноября 1995 в 17:01:27 GMT (20:01:27 ДМВ)

- Прогресс М-30
  - Старт 18 декабря 1995 в 17:31:35.014 ДМВ (14:31:35.014 GMT) с 1-й площадки космодрома Байконур
  - Стыковка 20 декабря 1995 в 19:10:15 ДМВ (16:10:15 GMT) к модулю «Квант-2»
  - Расстыковка 22 февраля 1996 в 10:24:00 ДМВ (07:24:00 GMT)

- Включение ТДУ 22 февраля 1996 в 17:02:36 ДМВ (14:02:36 GMT)

- Союз ТМ-23
  - Старт 21 февраля 1996 в 15:34:05.004 ДМВ (12:34:05 GMT) с 1-й площадки космодрома Байконур
  - Стыковка 23 февраля 1996 в 17:20:35 ДМВ (14:20:35 GMT) к модулю «Квант-2»